# Línea A (EMT Madrid)
La línea A (a efectos de numeración interna, 93) de la EMT de Madrid es una línea universitaria que une Moncloa y el Campus de Somosaguas de la Universidad Complutense de Madrid.

## Características

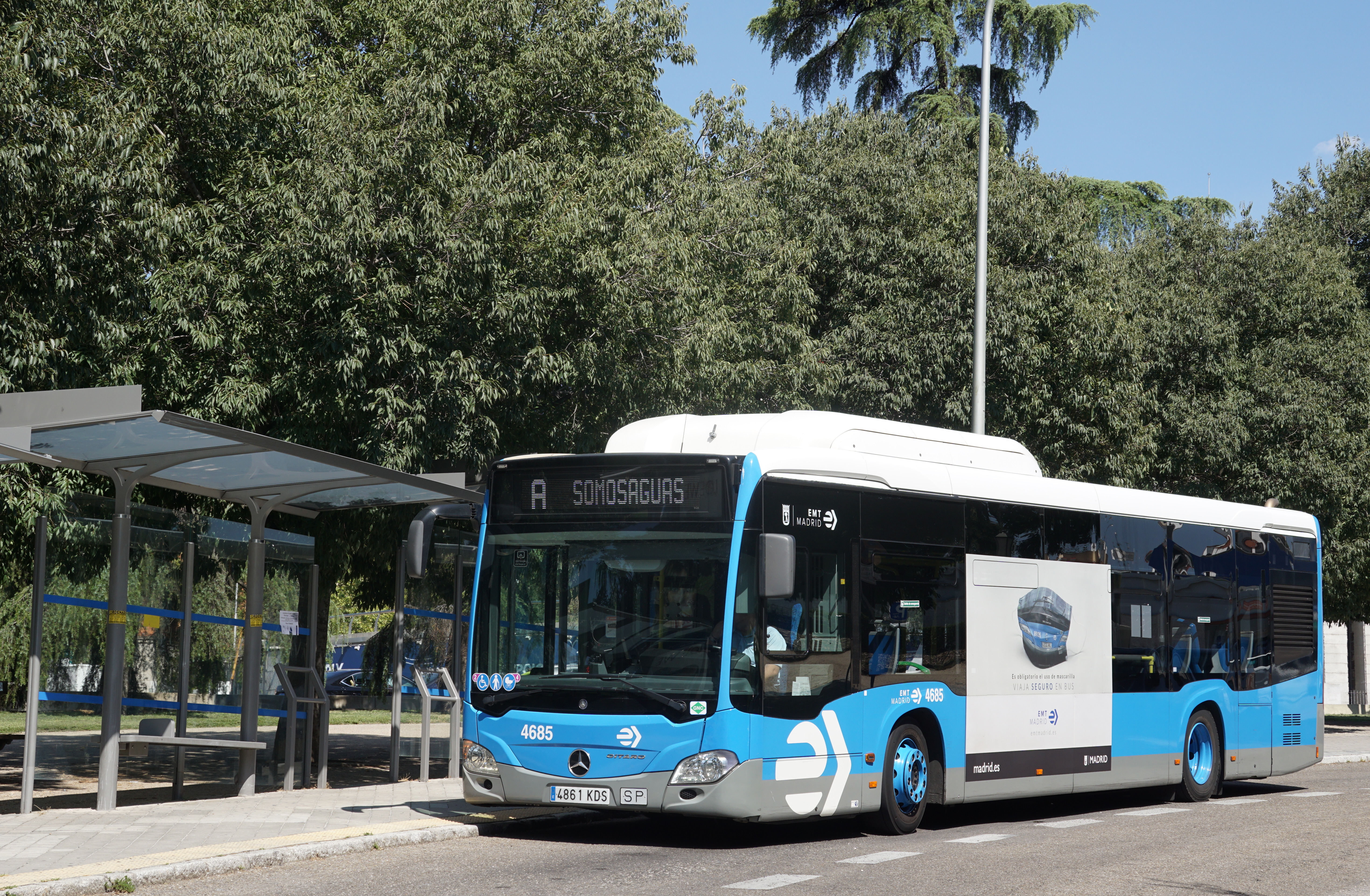
En el final de Moncloa, en el Pº Ruperto Chapí, agosto de 2020

Al igual que la línea H, esta es una línea que sale del término municipal de Madrid para dar servicio a este Campus, que se encuentra en Pozuelo de Alarcón. Tiene carácter de línea exprés, con muy pocas paradas en su recorrido. En su tramo interurbano circula por las carreteras M-500, M-503 y M-508.
La línea comenzó a prestar servicio el 13 de noviembre de 1969, día en que comenzaron las clases de cuarto y quinto de Económicas y de primero de Políticas en Somosaguas. Junto a la A, que iba desde Moncloa pasando por Ciudad Universitaria, Puerta de Hierro, carretera de Coruña y Aravaca; fue creada la línea H (originalmente denominada como C) que partía desde Campamento e iba por la carretera a Prado del Rey.
Al año siguiente, en 1970, se restableció la línea entre Moncloa y el Campus de Somosaguas, pero esta vez corriendo a cargo de una empresa privada. Los autobuses partían cada cuatro minutos de las cabeceras de las líneas, realizando únicamente dos paradas: en la sección de Políticas y en la de Económicas. El precio era de una peseta por viajero estudiante provisto de su tarjeta identificativa.
Posteriormente la línea volvió a manos de la EMT.

### Frecuencias
| Periodo lectivo (Excepto puentes, junio y septiembre) |           |
| de lunes a jueves laborables                          |           |
| de 7:30 a 20:00                                       | 2-6 min   |
| de 20:00 a 22:00                                      | 6-10 min  |
| viernes laborables                                    |           |
| de 7:30 a 20:00                                       | 3-7 min   |
| de 20:00 a 22:00                                      | 5-12 min  |
| sábados laborables                                    |           |
| de 8:00 a 14:00                                       | 30-40 min |
| Periodo no lectivo                                    |           |
| de lunes a viernes laborables                         |           |
| de 7:45 a 19:00                                       | 25-30 min |
| de 19:00 a 21:00                                      | 45 min    |
| sábados laborables                                    |           |
| de 8:00 a 14:00                                       | 30-40 min |

## Recorrido y paradas

### Sentido Campus de Somosaguas
La línea A empieza su recorrido en el Paseo de Ruperto Chapí, junto al intercambiador de Moncloa, bajando por el mismo hasta el Puente de los Franceses (2 paradas). En ese punto cruza el puente sobre la M-30 y se incorpora a la M-500.
Circulando por la M-500 tiene una parada junto al Club de Campo, después llega hasta el desvío hacia la carretera M-503, circulando por esta carretera hasta la primera rotonda, donde se incorpora a la carretera de Húmera (M-508), en dirección al Campus de Somosaguas, donde tiene dos paradas, una en la avenida de Húmera y otra dentro del campus, en el aparcamiento principal.
| Código | Parada                           | Común con       | Conexiones con Metro | Municipio          | Otros |
| ------ | -------------------------------- | --------------- | -------------------- | ------------------ | ----- |
| 5147   | MONCLOA (Pº Ruperto Chapí)       |                 | Moncloa              | Madrid             |       |
| 3423   | Ruperto Chapí                    |                 |                      | Madrid             |       |
| 3424   | Puente de los Franceses          | 160 161         |                      | Madrid             |       |
| 3425   | Club de Campo                    | 160 161         |                      | Madrid             |       |
| 6446   | Húmera-Pueblo                    | H 561A 563 658A |                      | Pozuelo de Alarcón |       |
| 4299   | SOMOSAGUAS (Aparcamiento Campus) | H VAC-246       | Campus de Somosaguas | Pozuelo de Alarcón |       |

### Sentido Moncloa
La línea empieza su recorrido de vuelta en el aparcamiento del Campus de Somosaguas, con una parada frente a la Facultad de Políticas y Sociología antes de salir del recinto por la Avenida de Húmera, al final de la cual se incorpora a la carretera M-508. Por esta carretera llega a la intersección con la carretera M-503, por la que se desvía en dirección a Madrid.
Al final de esta carretera se incorpora a la M-500 en dirección al Puente de los Franceses (1 parada), llegando al cual continúa su recorrido por la avenida de Séneca (2 paradas), que recorre entera, incorporándose al final a la Autovía del Noroeste, por la que llega a Moncloa, donde gira a la derecha a su cabecera en el paseo de Ruperto Chapí.
| Código | Parada                           | Común con       | Conexiones con Metro | Municipio          | Otros |
| ------ | -------------------------------- | --------------- | -------------------- | ------------------ | ----- |
| 4299   | SOMOSAGUAS (Aparcamiento Campus) | H VAC-246       | Campus de Somosaguas | Pozuelo de Alarcón |       |
| 4300   | Políticas y Sociología           | H               |                      | Pozuelo de Alarcón |       |
| 6447   | Húmera-Pueblo                    | H 561A 563 658A |                      | Pozuelo de Alarcón |       |
| 3426   | Club de Campo                    | 160 161         |                      | Madrid             |       |
| 4198   | Puente de los Franceses          | 160 161         |                      | Madrid             |       |
| 3448   | Séneca-Martín Fierro             | 160 161 573     |                      | Madrid             |       |
| 3449   | Avenida de la Memoria            | 160 161 573     |                      | Madrid             |       |
| 5147   | MONCLOA (Pº Ruperto Chapí)       |                 | Moncloa              | Madrid             |       |